# Georg Jüterbock
Georg Jüterbock (* 7. August 1892 in Kösen; † 4. November 1940 in Rincón del Tigre, Bolivien) war ein deutscher Pionier der Luftfahrt und der erste der sogenannten Luftmillionäre von Junkers.  

## Leben
Jüterbock war 1920 bei der Svenska Lufttrafik AB beschäftigt und wechselte anschließend zu Junkers. 1923/24 war er aufgrund einer Vereinbarung seines Arbeitgebers mit der sowjetischen Regierung als Pilot bei der staatlichen Fluggesellschaft Dobroljot beschäftigt, wo er unter anderem vom 8. bis 15. September 1923 mit einer F 13 den 3400 km langen geplanten Streckenabschnitt von Moskau nach Nowonikolajewsk in mehreren Etappen erkundete. Die reine Flugzeit Jüterbocks und seines sowjetischen Bordmechanikers betrug dabei 20 Stunden. 1927 stellte er einen Geschwindigkeitsrekord und 1928 einen Höhenrekord mit der Junkers W 34 auf. Jüterbock arbeitete ab 1925 bei dem ein Jahr zuvor gegründeten Junkers Luftverkehr in Persien. Im Jahr 1939 war er Pilot bei der Lloyd Aéreo Boliviano in Bolivien, wo er auch im gleichen Jahr bei einem Flugzeugabsturz ums Leben kam.